# Chocolad Menta Mastik
Chocolad Menta Mastik (Chocolade Mint Kauwgom) was een Israëlische band uit de jaren 1970. 
Leden van de band waren Ruti Holzman, Yardena Arazi Tami Azaria (tot 1973 ) en Lea Lupatin (vanaf 1973). De naam "Chocolad Menta Mastik" is afgeleid van een uitroep van snoepverkopers die de ronde gingen in cinema's tijdens de pauzes. De band vertegenwoordigde Israël op het Eurovisiesongfestival 1976 in Den Haag met het lied Emor shalom (Hebreeuws: zeg goeiedag/vrede) waarmee ze 6de eindigden. 
Arazi was een bekend zangeres in de jaren 1980, die werd vergeleken met Ofra Haza. Later werd ze tv-presentatrice. Lea Lupatin volgde Gali Atari op in Milk and Honey alvorens nog een late solocarrière te ontplooien. Arazi en Lupatin zouden later ook nog eens apart in de Israëlische voorronde van het Eurovisiesongfestival deelnemen. 
1973: Ilanit · 
1974: Poogy · 
1975: Shlomo Artzi · 
1976: Chocolad Menta Mastik · 
1977: Ilanit · 
1978: Izhar Cohen & The Alphabeta · 
1979: Gali Atari & Milk and Honey · 
1981: Hakol Over Habibi · 
1982: Avi Toledano · 
1983: Ofra Haza · 
1985: Izhar Cohen · 
1986: Moti Giladi & Sarai Tzuriel · 
1987: Lazy Bums · 
1988: Yardena Arazi · 
1989: Gili & Galit · 
1990: Rita · 
1991: Duo Datz · 
1992: Dafna Dekel · 
1993: The Shiru Group · 
1995: Liora · 
1998: Dana International · 
1999: Eden · 
2000: Ping Pong · 
2001: Tal Sondak · 
2002: Sarit Hadad · 
2003: Lior Narkis · 
2004: David D'Or · 
2005: Shiri Maimon · 
2006: Eddie Butler · 
2007: Teapacks · 
2008: Bo'az Ma'uda · 
2009: Noa & Mira Awad · 
2010: Harel Skaat · 
2011: Dana International · 
2012: Izabo · 
2013: Moran Mazor · 
2014: Mei Finegold · 
2015: Nadav Guedj · 
2016: Hovi Star · 
2017: Imri Ziv · 
2018: Netta Barzilai · 
2019: Kobi Marimi · 
2021: Eden Alene · 
2022: Michael Ben David · 
2023: Noa Kirel · 
2024: Eden Golan · 
2025: Yuval Raphael